# Franciszek Antoni Fasani
Franciszek Antoni Fasani, właśc. wł. Giovannelli Fasani (ur. 6 sierpnia 1681 w Lucerze, zm. 29 listopada 1742) – franciszkanin konwentualny (OFMConv.), święty Kościoła katolickiego.
Urodził się 6 sierpnia 1681 roku, a jego rodzicami byli Giuseppe Fasani i Isabella Della Monaca. Na chrzcie otrzymał kilka imion: Donat, Antoni, Jan i Mikołaj (używał imienia Giovannelli). Gdy wstąpił do zakonu Braci Mniejszych Konwentualnych przybrał imiona Franciszek Antoni. W 1705 roku otrzymał święcenia kapłańskie. 20 marca 1731 roku w Foggii doszło do trzęsienia ziemi, po którym XIV-wieczny kościół został poważnie zniszczony. Wtedy Fasani zebrał pieniądze na odbudowę kościoła. Był profesorem o szlachetnym i dobrym sercu. Zmarł 29 listopada 1742 roku, mając 61 lat, w opinii świętości.
Został beatyfikowany przez papieża Piusa XII w dniu 15 kwietnia 1951 roku, a kanonizowany przez Jana Pawła II w dniu 13 kwietnia 1986 roku.